# Archibald Cochrane
Archibald (Archie) Leman Cochrane (ur. 12 stycznia 1909 w Galashiels, Szkocja, zm. 18 lipca 1988 w Dorset, Wielka Brytania) – brytyjski epidemiolog i klinicysta pochodzenia szkockiego, zainteresowany zagadnieniami medycyny opartej na dowodach (EBM) i możliwościami zwiększania dokładności ocen skuteczności leczenia (w tym RCT), autor klasycznej publikacji Effectiveness & Efficiency: Random Reflections on Health Services, adresowanej do klinicystów, menedżerów opieki zdrowotnej i decydentów politycznych, uznawanej za oryginalny podręcznik EBM.
Działalność Archiego Cochrane'a doprowadziła do zmiany sposobu myślenia o obowiązkach lekarza – do uznania, że powinien on kwestionować wszystkie sposoby terapii, jeżeli brakuje danych (przeglądów systematycznych) potwierdzających ich skuteczność. Konsekwencją przyjęcia takiego stanowiska stało się ustanowienie Cochrane Collaboration opracowującego Cochrane Library (m.in. The Cochrane Central Register of Controlled Trials i inne bazy danych.

## Życiorys

### Dzieciństwo i młodość
Archibald Leman Cochrane urodził się 12 stycznia 1909 roku w zamożnej rodzinie szkockiej, zamieszkałej w Galashiels. Jego rodzicami byli Emmy Mabel (z domu Purdom) i Walter Francis Cochrane (producenci tweedu). Archi miał starszą siostrę (Helen) i dwóch młodszych braci. Młodszy z nich (Walter) zmarł w wieku dwóch lat z powodu gruźlicy, starszy (Robert) poniósł śmierć w wieku 21 lat w wypadku motocyklowym. Ojciec zginął w 1917 roku w bitwie o Gazę (I wojna światowa).
Archibald Leman Cochrane odziedziczył majątek po dziadku ze strony ojca (bogatym młynarzu). Po ojcu matki odziedziczył porfirię, której początkowo nie rozpoznano, a w przyszłości znacząco wpłynęła na jego życie.

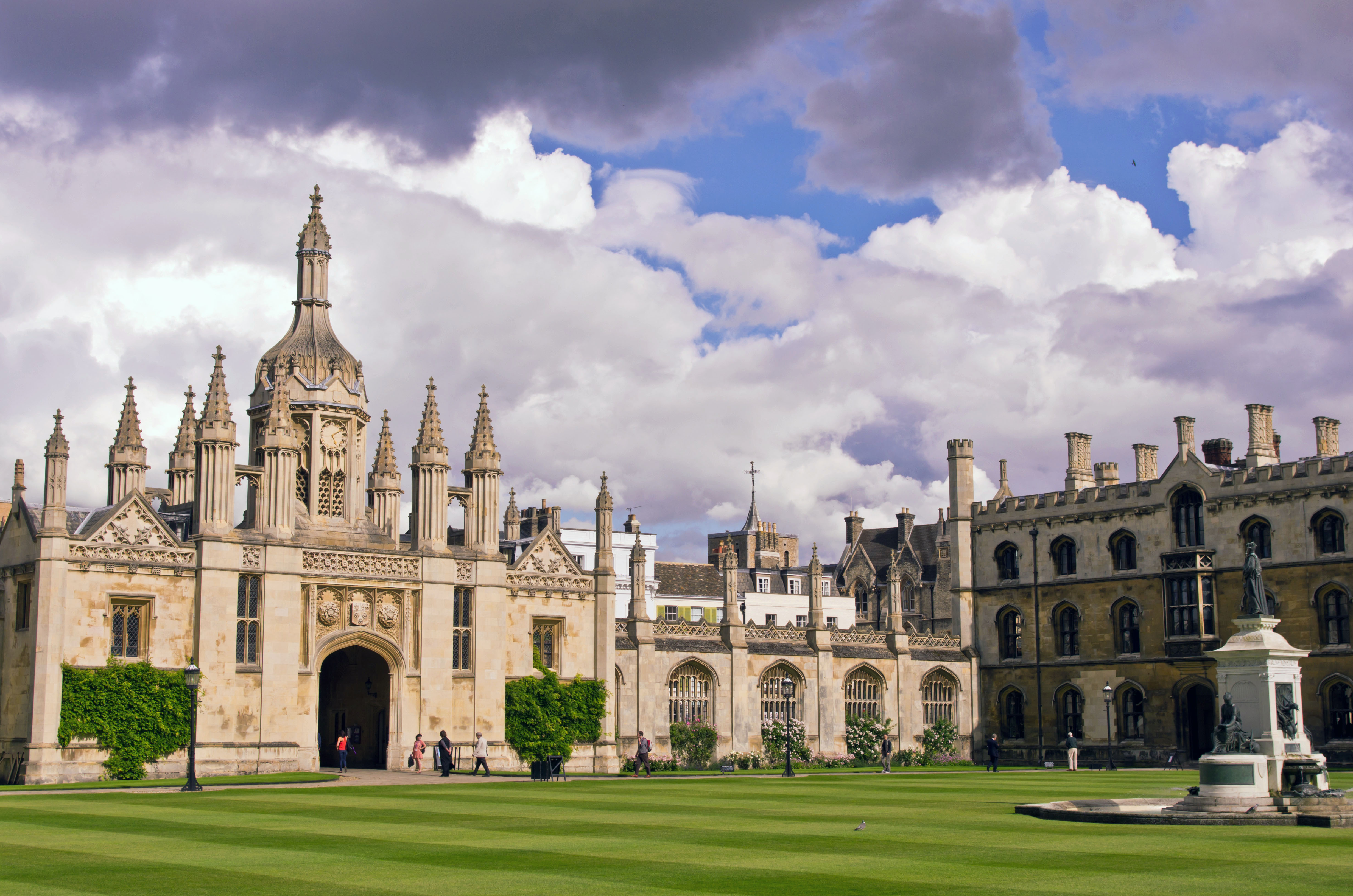
King’s College (Cambridge)

Rozpoczął naukę w 1916 roku w szkole przygotowawczej w  Rhos-on-Sea (hrabstwo miejskie Conwy), a od 1922 roku był uczniem szkoły w Uppingham (Uppingham School). W latach 1927–1930 studiował nauki przyrodnicze (I i II stopień) w King’s College (Cambridge).
Po uzyskaniu dyplomu z najwyższymi ocenami rozpoczął w 1931 roku staż naukowy w dziedzinie kultur tkankowych u dr N. Wilmerata w Strangeways Laboratory, małym szpitalu z laboratorium badawczym. Odwiedził też laboratorium w Toronto, jednak ten rodzaj pracy nie dał mu satysfakcji.
W tymże roku podjął decyzję wyjazdu do Theodora Reika, pierwszego studenta Sigmunda Freuda. Poddawał się psychoanalizie, spodziewając się jej skuteczności w przypadku dolegliwości natury seksualnej, wiązanych z porfirią (nie znalazł zrozumienia i pomocy ze strony lekarzy brytyjskich). W latach 1931–1934 przebywał w Berlinie, Wiedniu i Hadze (nasilający się antysemityzm zmuszał T. Reika do przemieszczania się). Cochrane łączył próby kuracji ze studiami medycznymi w Lejdzie i Wiedniu. Psychoanaliza okazała się nieskuteczna, jednak podróż przyniosła pozytywny efekt – nauczył się kilku języków; po powrocie biegle posługiwał się językiem niemieckim. Trzyletnia podróż ukształtowała też postawę Cochrane’a wobec faszyzmu.

### University College Hospitali hiszpańska wojna domowa
Cochrane wrócił do Wielkiej Brytanii w 1934 roku i zaczął studiować badania kliniczne w londyńskim University College Hospital (UCH). Jego pasja nie ograniczała się do podstawowej wiedzy medycznej, np. w 1935 roku samotnie demonstrował na ulicach Londynu z własnoręcznie wykonanym plakatem o treści: „All effective treatments must be free” (wszystkie skuteczne metody leczenia muszą być bezpłatne).

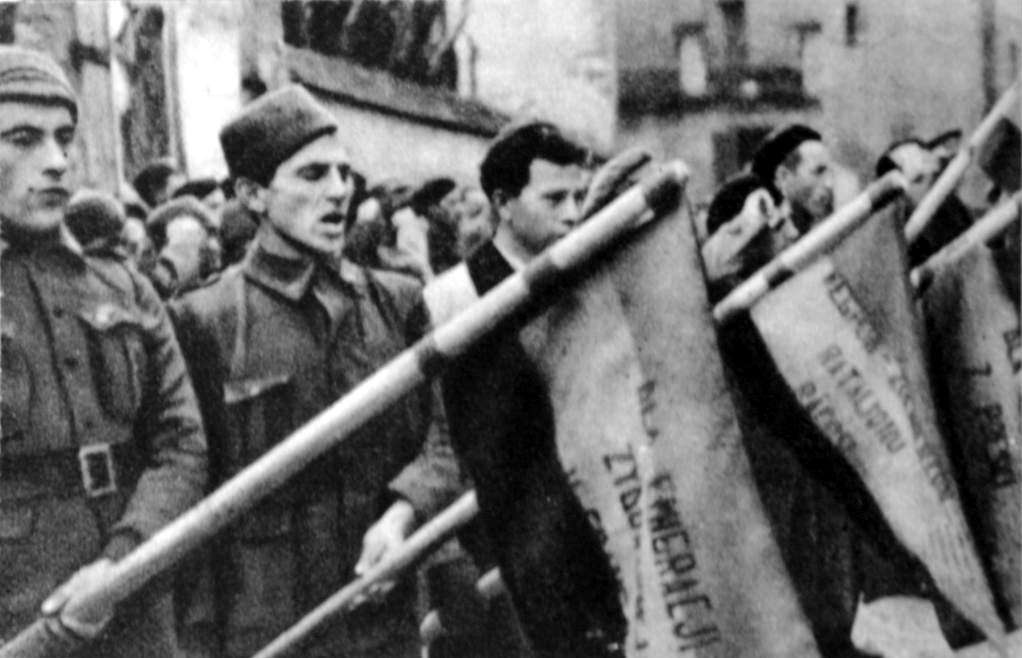
Przysięga batalionu Dąbrowszczaków na wierność sprawie Republiki

Wkrótce przerwał studia, aby zgłosić się do ochotniczej Brygady Międzynarodowej, przygotowującej się do zbrojnego wsparcia Drugiej Republiki w hiszpańskiej wojnie domowej. Został włączony do 35. Dywizji Medycznej (XIV Brygada im. Marsylianki, dow. Karol Świerczewski).
Służył w medycznym ambulansie i szpitalach polowych na froncie w Aragonii i w czasie oblężenia Madrytu, m.in.:
- w bitwie nad Jaramą (luty 1937)[3]
- w Villarejo de Salvanés, w małym szpitalu polowym zorganizowanym w wiejskim barze
- w El Escorial koło Madrytu, w szpitalu wojskowym (lipiec 1937)
- w Grañén koło Huesca jako członek personelu First British Hospital (szpital założył w 1936 roku i kierował nim Kenneth Sinclair Loutit[e])[17]

Doświadczenia wojenne potraktował jako kolejną lekcję życia, prowadzącą do zmiany przekonań politycznych i sprecyzowania celów zawodowych.

### Lata 1937–1945: UCH w Londynie i druga wojna światowa

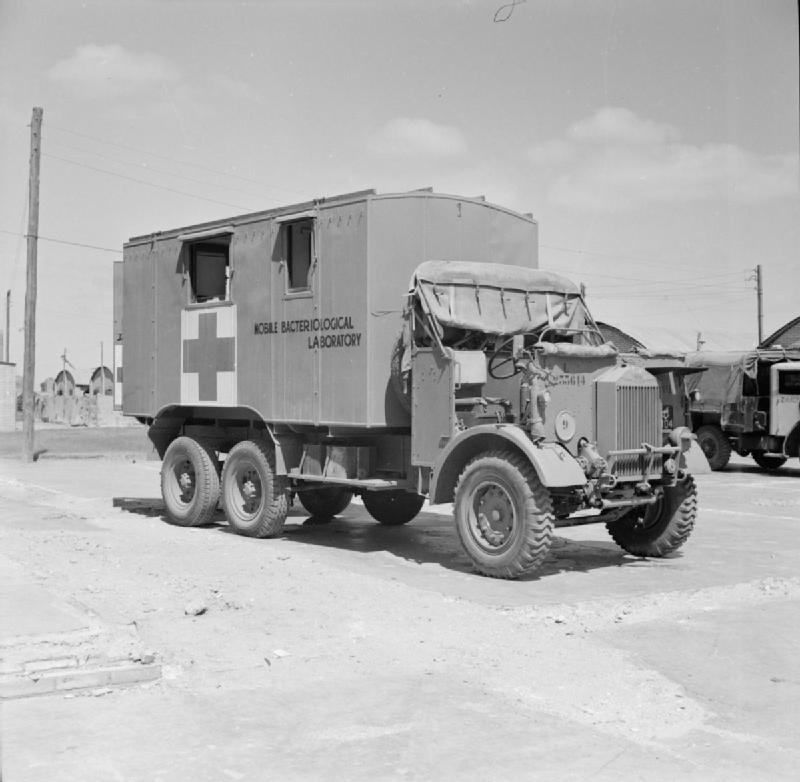
Ambulans Laboratoryjny w Egipcie

W 1937 roku wrócił do University College Hospital. Ukończył w 1938 roku wcześniej rozpoczęte studia, a następnie zaczął pracować jako asystent naukowy w UCH oraz jako lekarz domowy w West London Hospital. Gdy wybuchła II wojna światowa (1939) został skierowany (w stopniu kapitana) do Korpusu Medycznego British Army (ang. Royal Army Medical Corps) i wysłany na Bliski Wschód. Służył w Egipcie jako lekarz w szpitalu wojskowym i batalionie D jednostki komandosów Layforce biorącej udział w walkach na Krecie (zob. bitwa o Kretę). Po walkach zakończonych porażką i kapitulacją aliantów na wyspie w 1941 roku dostał się do obozu jenieckiego.

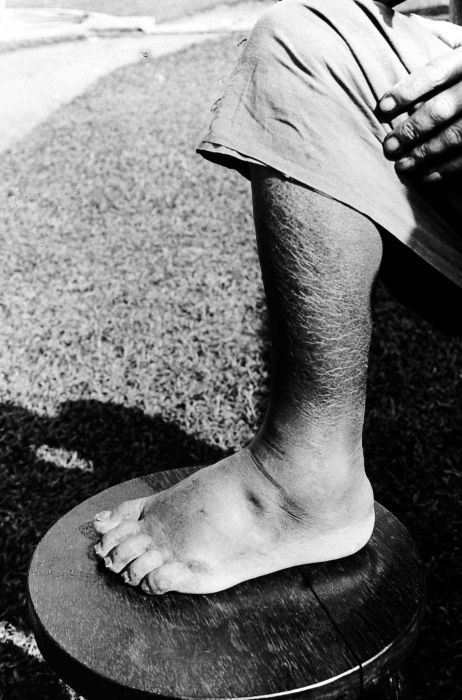
Opuchlizna spowodowana ostrą (mokrą) beri-beri

Do końca wojny (okres 1941–1945) był jeńcem wojennym i lekarzem w różnych obozach, początkowo w Grecji, a później w Niemczech (m.in. Kreta, Saloniki, Hildburghausen, Stalag IV-A Elsterhorst koło Hoyerswerdy). Jako jeniec pisał wiersze, które po wojnie zostały opublikowane w tomiku „Poems from Prison” (1954). Dobra znajomość języka niemieckiego sprawiła, że powierzano mu kierowanie opieką medyczną w tych obozach. Liczne opisy chorób współwięźniów i stosowanych interwencji znalazły się w autobiografii „One Man’s Medicine…”. Niejednokrotnie był zmuszony do wyboru między zastosowaniem jednej z niewielu dostępnych metod terapii, o niepewnej skuteczności, a rezygnacją z interwencji, która mogła utrudnić działanie naturalnych sił adaptacji. Miał wątpliwości „czy nie zaszkodzę?”. Takie sytuacje wyjaśniają późniejsze intensywne starania o utworzenie bazy pewnych źródeł wiedzy medycznej (o obronę pacjentów przed nieskutecznymi interwencjami).  
Najbardziej znany jest opis medycznej interwencji w obozie w Salonikach. U jeńców (również u siebie) Archie Cochrane rozpoznał beri-beri – awitaminozę B1 (ang. thiamine deficiency), często występującą w warunkach niedożywienia i stresu (znane są np. epidemie w więzieniach). Sprawdzając poprawność tej diagnozy przeprowadził w obozie eksperyment kliniczny przypominający badania, które w XVIII w. wykonał James Lind. Uczestnikami było czterdziestu chorych jeńców, podzielonych na dwie grupy, umieszczone w różnych barakach. Dietę grupy eksperymentalnej Cochrane wzbogacał o drożdże, przeszmuglowane na własny koszt spoza obozu (dwie łyżeczki dziennie). Członkowie grupy kontrolnej otrzymywali codziennie tabletkę witaminy C (pochodzącą z żelaznej racji doktora). Ze względu na warunki badań za orientacyjne miary wyników eksperymentu Cochrane uznawał, poza obrzękami nóg, m.in. ilość i częstość oddawania moczu. Już po czterech dniach pojawiła się zauważalna różnica między stanem zdrowia obu grup, na korzyść grupy eksperymentalnej. W tej grupie obrzęki nóg stały się mniej uciążliwe. Szczegółowy raport z przebiegu eksperymentu Cochrane przedstawił Niemcom, co sprawiło, że analogicznie uzupełniono dietę jeńców w innych obozach. Cochrane określił ten eksperyment, jako „first, worst, and most successful trial” (próbę „pierwszą, najgorszą i najbardziej udaną … dzięki odrobinie nauki i szczęściu”). Doprowadził do korzystnej dla jeńców zmiany diety, mimo że testowana hipoteza była prawdopodobnie błędna, a sposób wykonania eksperymentu – niezgodny z później sformułowanymi zasadami RCT, w tym z regułami weryfikacji hipotez statystycznych (m.in. liczba i zasady doboru uczestników, czas trwania eksperymentu, wiarygodność miar efektów leczenia).

### Okres powojenny

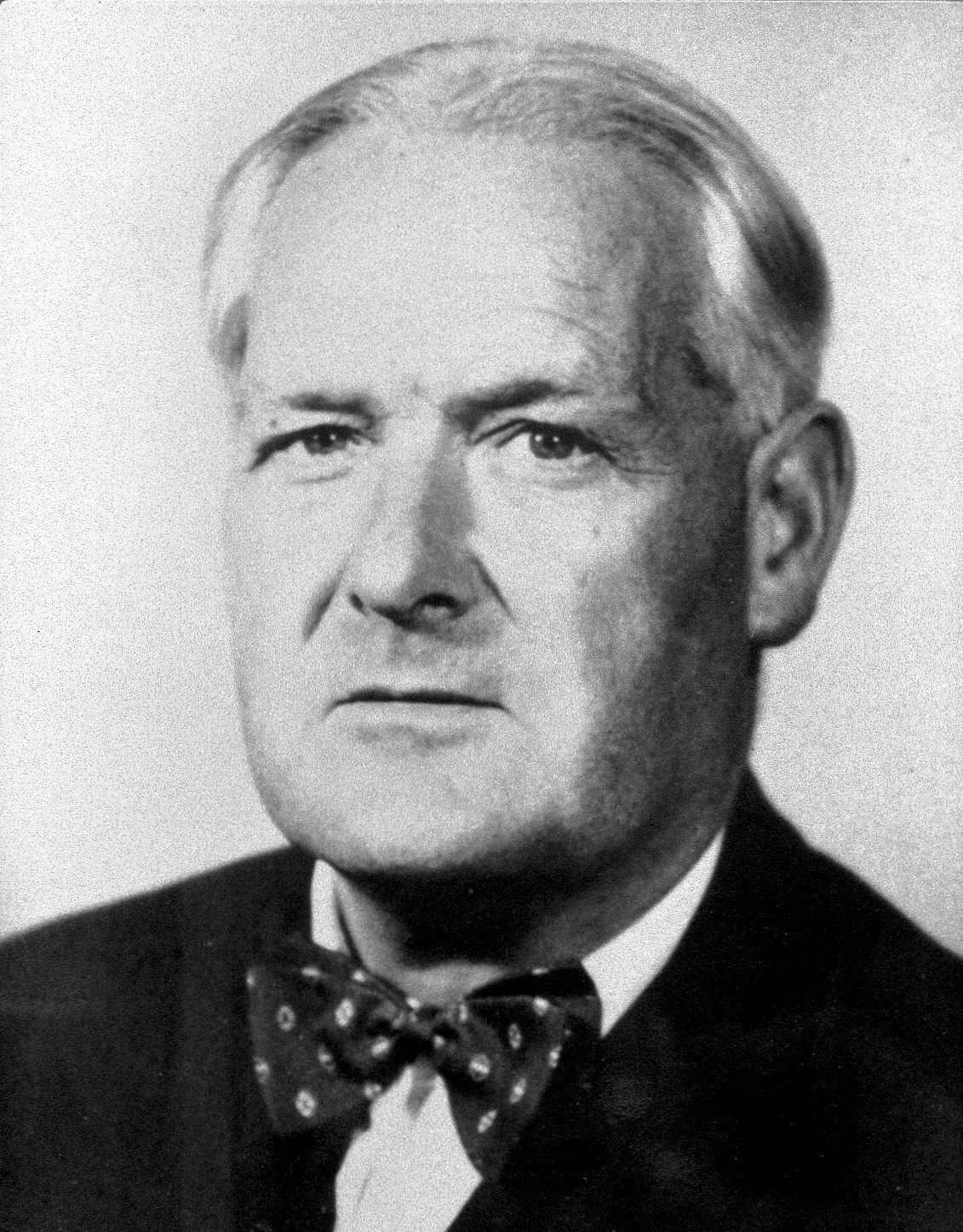
Austin Bradford Hill (1897–1991), pionier RCT

Po zakończeniu wojny Cochrane wrócił do Londynu z zamiarem kontynuacji studiów medycznych, jednak zrezygnował ze ścisłej specjalizacji. Wybrał studia w obszarze statystyki i zdrowia publicznego (w tym środowiskowego).
Otrzymał stypendium Fundacji Rockefellera i odbył w latach 1946–1948:
- roczne studia podyplomowe w Londyńskiej Szkole Higieny i Medycyny Tropikalnej w dziedzinie profilaktyki zdrowotnej i epidemiologii; studiował statystykę u Bradforda Hilla, pioniera RCT
- roczne studia w Phipps Institute[24] Uniwersytetu Pensylwanii (Filadelfia), zajmującym się problemami pulmonologii (m.in. zastosowania zdjęć rentgenowskich klatki piersiowej w gruźlicy); analizował możliwości zwiększania wiarygodności rozpoznania i trafności prognoz.

Po powrocie do Anglii został zaangażowany do pracy w MRC, realizującym szeroko zakrojone epidemiologiczne badania stanu zdrowia społeczności Południowej Walii.
W Cardiff i hrabstwie Cardiff oraz w sąsiednich hrabstwach historycznego Glamorgan zajmował się problemami zdrowotnymi społeczności, odgrywając wiodącą rolę w pracach zespołów
- 1948–1960 – MRC Pneumoconiosis Research Unit (PRU)
- 1960–1969 – Cardiff University School of Medicine[26] (David Davies professor[h])
- 1969–1986 – MRC, Epidemiology Unit (dyrektor honorowy)

## Tematyka badań

### Zakres
Działalność A. Cochrane’a w Medical Research Council (MRC UK) dotyczyła różnych dyscyplin medycyny i ogólnych problemów ochrony zdrowia w Wielkiej Brytanii, m.in. porównań nakładów na brytyjski system opieki zdrowotnej (National Health Service, NHS) i efektów jego działania, które były w XX wieku przedmiotem debat i tematem publikacji. Tych ogólnych problemów dotyczyły np. publikacje z lat 1972–1979:
- 1972 – Effectiveness and Efficiency[1][2]
- 1978 – Health service "input" and mortality "output" in developed countries[28]
- 1979 – 1931–1971: a critical review, with particular reference to the medical profession[29]

Po wykonaniu oceny jakości wielu różnorodnych procedur medycznych Cochrane stwierdził m.in.:

Powinno się nasz zawód poddać poważnej krytyce za to, iż do tej pory nie opracowaliśmy okresowo uaktualnianych krytycznych podsumowań wszystkich badań z randomizacją dotyczących poszczególnych specjalizacji i działów medycyny.

Krytyka nie dotyczyła wszystkich specjalności. Za wysoką jakość badań skuteczności streptomycyny w leczeniu gruźlicy (Austin Bradford Hill i wsp.) Cochrane przyznał ftyzjatrom „srebrną łyżkę", w przeciwieństwie do neonatologów i położników, którzy otrzymali antynagrodę – „drewnianą łyżkę” (wooden spoon).

### Zdrowie mieszkańców rejonów górniczych (MRC, PRU i Epidemiology Unit)
Cele, obszar i organizacja badań PRU

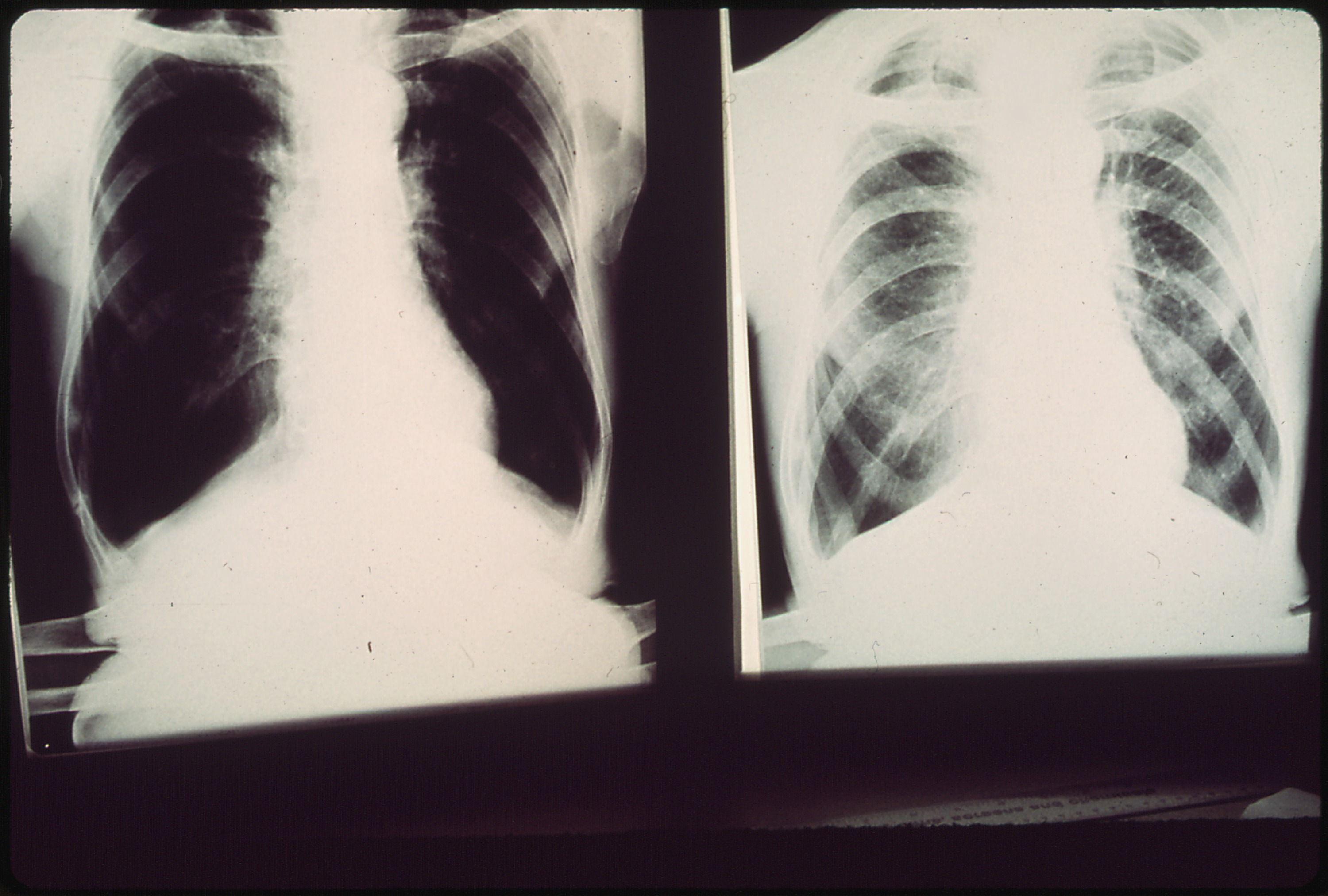
W 1945 roku węglowa pylica płuc „black lung disease”u2) była już stosunkowo dobrze poznana m.in. dzięki rentgenografii i lekarzom rozwijającym medycynę przemysłową

Tematem badań zespołu Pneumoconiosis Research Unit była węglowa pylica płuc – zawodowa choroba górników pracujących w kopalniach węgla kamiennego (CWP, „black lung”), którą opisał w 1945 roku George Rosen w książce The History of Miners' Diseases. A Medical and Social Interpretation. Zespół PRU rozpoczął badania w Rhondda Valley – dolinie rzeki Rhondda, intensywnie eksploatowanej górniczo. Wieloletnia analiza problemów zdrowia populacji mieszkańców tej doliny została rozpoczęta od sformułowania hipotezy, dotyczącej związku częstości występowania gruźlicy i jej śmiertelności z występowaniem pylicy węglowej i postępującego zwłóknienia płuc (ang. PMF – Progressive Massive Fibrosis, zob. czynniki ryzyka gruźlicy, idiopatyczne włóknienie płuc, idiopatyczne śródmiąższowe zapalenia płuc).  
Rozwiązanie problemu wymagało zgromadzenia wielkiej bazy danych dotyczących stopnia zapylenia powietrza w kopalniach i stanu zdrowia mieszkańców wybranych obszarów. Zespół wykonał wieloletnie porównawcze badania w kilkunastu osiedlach górniczych i miejscowościach położonych w sąsiednich rejonach rolniczych (Vale of Glamorgan). Dzięki wielkiemu zaangażowaniu Cochrane'a i jego współpracowników udało się niemal wszystkich członków tych populacji skłonić do odwiedzenia polowego laboratorium rentgenowskiego, ustawionego w pobliżu. Wykonano tysiące zdjęć klatki piersiowej, klasyfikowanych zgodnie z opracowanym systemem. Równocześnie pobierano próbki do badań mikrobiologicznych np. w kierunku gruźlicy (plwocina, wymazy). Sporządzano kartotekę wywiadów lekarskich i innych gromadzonych danych (czas pracy w kopalni, historia chorób, warunki życia itp.). Wyniki badań i analiz porównywano z danymi charakteryzującymi analogiczne populacje w innych krajach.
Dorobek naukowy PRU (1951–1965)
W 1999 roku w Postgraduate Medical Journal ukazał się artykuł pt. Medical research in the Rhondda valleys. Hugh F. Thomas (autor) poinformował m.in., że wyniki badań wykonanych w placówkach MRC w dolinach Rhondda są zawarte  w ok. 2 tys. raportów. Były też publikowane w czasopismach, materiałach konferencyjnych i innych opracowaniach. Około 200 artykułów naukowych A. Cochrane’a i współpracowników ukazało się w The BMJ, Lancet i Nature. Artykuły były też publikowana w British Journal of Industrial Medicine (BrJIndMed), British Journal of Tuberculosis and Diseases of the Chest (późniejszy British Journal of Diseases of the Chest). W publikacjach dotyczących tej tematyki są cytowane np. prace:
- 1951 – The Role of Periodic Examination in the Prevention of Coalworkers' Pneumoconiosis (współautorzy: C.M. Fletcher i in.)[39]
- 1951 – “Entente Radiologique.” A Step Towards International Agreement on the Classification of Radiographs in Pneumoconiosis (współautorzy: I. Davies, C.M. Fletcher)[36]
- 1952 – Pulmonary tuberculosis in the Rhondda Fach; an interim report of a survey of a mining community (współautorzy: Cox J.G., Jarman T.F.)[40]
- 1954 – Tuberculosis and coalworkers' pneumoconiosis[41]
- 1955 – A "Follow-up" Crest X-Ray Survey in the Rhondda Fach[42]
- 1956 – The prevalence of coalworkers' pneumoconiosis: its measurement and significance (współautorzy: P.J. Chapman, I. Daies, S. Rae)[43]
- 1956 – Factors influencing the radiological attack rate of progressive massive fibrosis (współautor: W.E. Miall)[44]
- 1956 – The relationship between ventilatory capacity and simple pneumoconiosis in coalworkers-the effect of population selection  (współautorzy: R.G. Carpenter, J.C. Gilson, I.T.T. Higgins)[45]
- 1961 – The radiographic progression of progressive massive fibrosis (współautorzy: F. Moore, J. Thomas)[46]
- 1962 – The attack rate of progressive massive fibrosis[47]
- 1965 – Rhondda Fach, South Wales[48]
- 1985 – Mortality of men in the Rhondda Fach 1950-80 (współautorzy: L.K. Atuhaire, M.J. Campbell)[49]

A. Cochrane opisał przebieg i wyniki wieloletnich badań w artykule pt. The attack rate of progressive massive fibrosis (1962). Przedstawił przyczyny, które nie pozwoliły rozwiązać pierwotnie sformułowanego problemu badawczego oraz dowody istnienia korelacji częstości występowania postępującego masywnego zwłóknienia (PMF) z kategorią prostej pylicy płuc. Potwierdzono też, że w okresie ośmiu lat częstość występowania pylicy wśród górników znacznie wzrosła.
W 1987 roku wyniki badań stanu zdrowia mieszkańców Rhondda Valleys wykorzystano w opracowaniu Exposure to respirable coalmine dust and incidence of progressive massive fibrosis, dotyczącym występowania PMF u górników pracujących w 24 kopalniach w Anglii, Szkocji i Walii (J.F. Hurley i wsp.).  
Kontynuacja badań epidemiologicznych (Epidemiology Unit)
W następnych dziesięcioleciach epidemiologiczne badania były kontynuowane nie tylko w zakresie pulmonologii. Zakres działalności kierowanej przez Cochrane'a Epidemiology Unit (MRC) objął problemy częstego występowania innych chorób (anemia, astma, jaskra i in.). Vale of Glamorgan stała się najdokładniej epidemiologicznie przebadaną częścią Wielkiej Brytanii.

### Zastosowanie aspiryny jako leku przeciwzakrzepowego (metaanaliza)
Lekarze starożytni, korzystali z zaobserwowanych leczniczych właściwości roślin (zob. np. egipska farmakopea), a wśród nich roślin działających przeciwbólowo, przeciwzapalnie lub przeciwgorączkowo. Rozwój nauk przyrodniczych pozwolił zidentyfikować związki chemiczne, wykazujące to działanie (zob. historia aspiryny) i opracować w XIX wieku produkcję przemysłową preparatów syntetycznych, „Aspiryny” firmy Bayer i kolejnych leków zawierających kwas acetylosalicylowy i salicylany. Do połowy XX wieku nie były stosowane jako preparaty przeciwzakrzepowe (zob. zastosowanie aspiryny jako leku przeciwzakrzepowego, leki przeciwpłytkowe), np. po zawale mięśnia sercowego. Odkrycia tych możliwości dokonał Lawrence Craven, autor kilku artykułów z lat 1950–1956, które nie zwróciły uwagi czytelników.

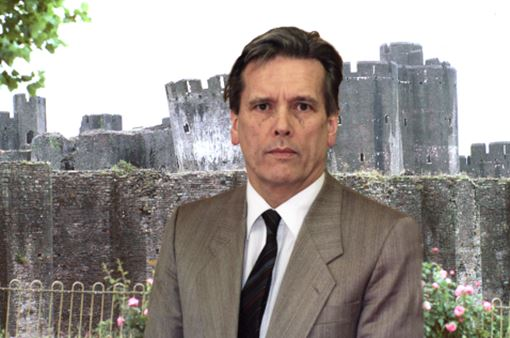
Peter Elwood (ok. 1980), inicjator i wykonawca badań przeciwpłytkowego działania aspiryny

W latach 60., 70. i 80. XX w. badania wpływu aspiryny na powstawanie płytek prowadzili m.in. John O’Brien, Hershel Jick, Louis M. Aledort. Wyniki badań zainspirowały Petera Elwooda, następcę A. Cochrane’a na  stanowisku dyrektora Epidemiology Research Unit MRC w Cardiff. Cochrane poparł inicjatywę rozpoczęcia serii badań RCT i uczestniczył w ich realizacji, m.in. w pracy nt. A Randomized Controlled Trial of Acetyl Salicylic Acid in the Secondary Prevention of Mortality From Myocardial Infarction (1974). W następnych latach znaczny wkład wniósł Richard Peto (zob. paradoks Peto), wykonując metaanalizę wyników sześciu testów zastosowania aspiryny i placebo po zawale mięśnia sercowego. Po prezentacji wyników metaanalizy na pierwszym spotkaniu Society for Clinical Trials w Filadelfii stwierdzono, że aspiryna stała się najdokładniej przebadanym ze wszystkich leków.

### Opieka w czasie ciąży i porodu (Oxford Database of Perinatal Trials)

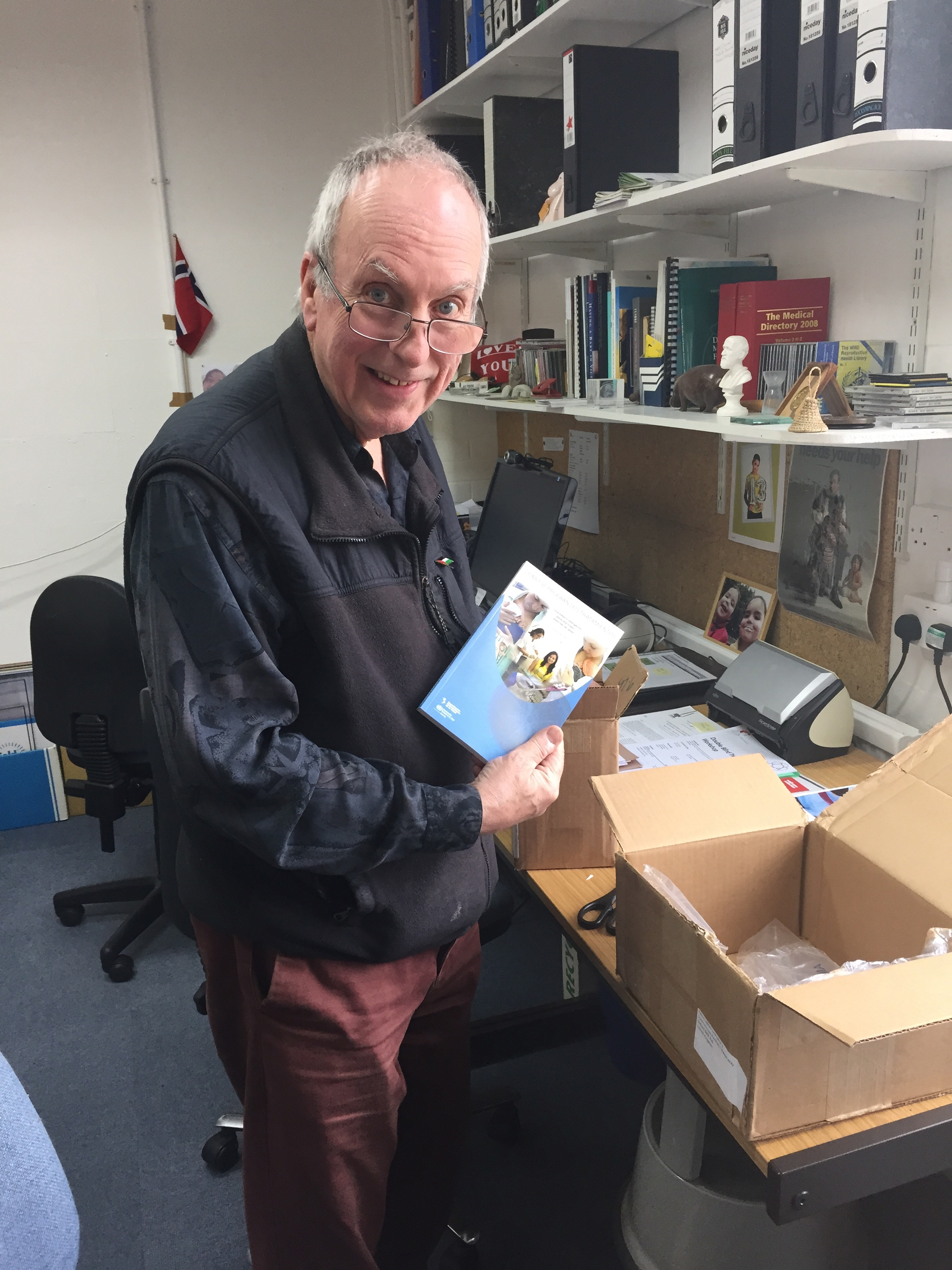
Iain Chalmers, współautor Testing Treatments, prezentujący hiszpańskojęzyczne wydanie książki

Starania o podniesienie poziomu położnictwa i neonatologii podjął m.in. położnik Iain Chalmers (zachęcany i wspierany przez Cochrane’a). Już w 1980 roku doprowadzono do utworzenia Oxford Database of Perinatal Trials – bazy przeglądów dotyczących interwencji w okresie ciąży i porodu (wynik współpracy międzynarodowej), opisanej w artykule z 1986 roku, zamieszczonym w czasopiśmie Controlled Clinical Trials. Na rok przed śmiercią Cochrane stwierdził, że ta baza jest prawdziwym kamieniem milowym na drodze do udoskonalenia opieki zdrowotnej dzięki randomizowanym badaniom klinicznym. Zasugerował, że analogiczne bazy powinny powstać dla innych specjalności.

## Publikacje
Dokumentacja różnorodnej działalności A.L. Cochrane’a znajduje się w Cochrane Archive w Llandough, utworzonym w Education Centre of Llandough Hospital (szpital uniwersytecki Cardiff and Vale University Health Board) jako część Archie Cochrane Library.
Jego najczęściej cytowanymi pracami, dostępnymi i wciąż budzącymi zainteresowanie, są: 
- A.L. Cochrane Effectiveness & Efficiency: Random Reflections on Health Services, 1972[1][2]
- Archie Cochrane (współautor: Max Blythe): One Man’s Medicine: An autobiography of Professor Archie Cochrane, 1989[19]

## Kontynuacja i upamiętnienie

### Położnictwo i neonatologia
W kolejnym etapie prac I. Chalmersa i współpracowników (Murry Enkin, Mark Keirse) opracowano i wydano w 1989 roku książkę pt. Effective Care in Pregnancy and Child Birth, pierwszy podręcznik neonatologii i położnictwa opartego na Oxford Database of Perinatal Trials – bazie systematycznych przeglądów RCT. W kilku następnych latach nastąpił szybki wzrost liczby publikacji w tej dziedzinie. Wyniki około 2 tysięcy nowych analiz zawarto w kolejnej książce, wydanej po trzech latach pod tytułem Effective Care of the Newborn (Oxford University Press 1992).

### Cochrane Collaboration
W 1992 roku ukazał się w The BMJ (British Medical Journal) artykuł I. Chalmersa i współpracowników pt. Getting to grips with Archie Cochrane's agenda. Przypomniano apele A.L. Cochrane’a o ułatwianie podejmowania świadomych i trafnych decyzji dotyczących postępowania medycznego poprzez opracowywanie dowodów w oparciu o zasady medycyny opartej na faktach (EBM). Już w tymże roku otwarto w Oxfordzie pierwszy Ośrodek Cochrane, a w 1993 roku utworzono międzynarodowe stowarzyszenie nazwane Cochrane Collaboration (obecna nazwa: Cochrane), działające pod hasłem:

Trusted evidence – Informed decisions – Better health

Działalność w następnych latach dowodzi, że wizja Archiego Cochrane'a zainspirowała tysiące kontynuatorów.

### Inne dowody pamięci
O trwałej pamięci świadczą np.:
- 1997 – publikacje:
  - wydana z okazji 25-tej rocznicy publikacji tekstu Cochrane’a nt. „skuteczności” i „sprawności” w systemach ochrony zdrowia książka Non-Random Reflections on Health Services Research: On the 25th Anniversary of Archie Cochrane's „Effectiveness and Efficiency”[70]
  - artykuł Alana Williamsa (Centre for Health Economics, University of York)[71] pt. Cochrane Lecture. All cost effective treatments should be free … or, how Archie Cochrane changed my life![72].
- 2003 – organizacja XI Cochrane Colloquium w Barcelonie, w czasie którego zaprezentowano specjalnie wydaną książkę pt. Archie Cochrane: Back to the front (red. F. Xavier Bosch), zawierającą opisy zdarzeń z czasu hiszpańskiej wojny domowej oraz teksty rodziny, przyjaciół, współpracowników i innych o życiu i pracy A.L. Cochrane’a oraz jego wpływie na powstanie i rozwój Cochrane Collaboration[73].
- 2004 – ponowne wydanie Effectiveness and Efficiency: Random Reflections on Health Services[7] (wydawnictwo: Royal Society of Medicine Press, wprowadzenie: Chris Silagy, przedmowa: Iain Chalmers)[7]

W Uniwersytecie w Cardiff (Cardiff University School of Medicine) w 2008 roku katedrę zdrowia publicznego nazwano Cochrane Chair in Public Health, a w 2011 roku oficjalnie otwarto Cochrane Building – centrum edukacji w dziedzinie epidemiologii i zdrowia publicznego, badań klinicznych i nowoczesnych technologii gromadzenia i opracowywania danych.

## Odznaczenia, wyróżnienia
Otrzymał odznaczenia:
- 1945 – Order Imperium Brytyjskiego (V klasa, MBE) za wkład w opiekę nad jeńcami wojennymi[14][75]
- 1968 – Order Imperium Brytyjskiego (III klasa, CBE) za pracę w Welsh National School of Medicine

oraz honorowe tytuły i stanowiska
- 1972–1975 – stanowisko przewodniczącego nowego  Wydziału Medycyny Społecznej (później Wydział Zdrowia Publicznego) w Royal College of Physicians (UK)
- 1973 – doktorat honoris causa University of York
- 1974 – Dunham Lecturer w Harvard University (USA)
- 1975 – honorowe członkostwo American Epidemiological Association
- 1977 – doktorat honoris causa University of Rochester (USA)
- 1977 – honorowe członkostwo International Epidemiological Association

## Życie rodzinne
Archie Cochrane nie zawarł małżeństwa. W ostatnich latach życia mieszkał wspólnie ze swoją starszą siostrą i jej rodziną w Somerset. Z pasją zajmował się ogrodem (otrzymał nagrodę Royal Horticultural Society) i kolekcjonował dzieła sztuki. Wyrazem troski o zdrowie licznych krewnych było skłonienie 152 (spośród 153) do przeprowadzenia testów genetycznych, zmniejszających ryzyko błędnych diagnoz lekarskich (u części potwierdzono porfirię). W czasie długotrwałej choroby nowotworowej opiekowała się nim siostra (Helen Stalker) i siostrzeniec Joe z żoną Maggie. Zmarł 18 czerwca 1988 roku.